# Arjeplogs kommun
Arjeplogs kommun är en kommun i Norrbottens län i landskapet Lappland. Centralort är Arjeplog.
I kommunen finns ett flertal fjäll och landskapet är också rikt på sjöar. Det  inkluderar också Sveriges största glaciär. Viktiga näringsgrenar är turismen liksom testverksamheten för bilar.
Arjeplogs kommun är till invånarantalet Norrbottens läns minsta kommun och befolkningstrenden är negativ. Socialdemokraterna har varit största parti i de flesta kommunval och har också genomgående styrt kommunen själva eller i koalition med andra partier.

## Administrativ historik
När 1862 års kommunreform genomfördes i Lappland 1874 bildades Arjeplogs landskommun i Arjeplogs socken.
Kommunreformen 1952 påverkade inte indelningarna i området, då varken Västerbottens eller Norrbottens län berördes av reformen. Vid kommunreformen 1971 bildades Arjeplogs kommun av Arjeplogs landskommun.
Kommunen ingick från bildandet till 28 januari 2002 i Piteå domsaga och ingår sen dess i Luleå  domkrets.
Kommunen ingår sedan 2010 i Förvaltningsområdet för samiska, kommunnamnet på samiska är Árjepluovve kommuvnna .

## Geografi
Kommunen har gränser i norr mot Jokkmokk, i öster mot Arvidsjaur och i söder mot Sorsele och gränser också i väster mot de norska kommunerna Fauske, Saltdal och Rana.
Arjeplogs kommun är till ytan landets fjärde största kommun, lite större än landskapet Skåne. Endast Kiruna kommun, Gällivare kommun och Jokkmokks kommun är större.

### Topografi och hydrografi
Tätorten Arjeplog omges av såväl vatten som berg. I kommunens centrala delar finns Öberget, med utsikt över samhället, samt Renberget och Akkelis, som har toppstugor med vidsträckt utsikt. Sulitelmamassivet i kommunens nordvästra hörn inhyser såväl Sveriges största glaciär Sállajiegŋa och den högsta punkten i Arjeplogs kommun, Melkertoppen på ca 1860 meter över havet.
I Arjeplogs kommun finns 8 727 sjöar och vattendrag, vilket gör kommunen till Sveriges vattenrikaste kommun. Bland vattendragen finns de tre älvarna Pite älv, Skellefte älv och Laisälven. Av dessa är det endast Skellefte älv som är reglerad. Sveriges djupaste insjö, Hornavan, finns med i Skellefteälvens sjösystem. En intressant sjö med rikt fågelliv är Tjålmejaure. Allt vatten i Arjeplogs sjösystem är drickbart.
Nedan presenteras andelen av den totala ytan 2020 i kommunen jämfört med riket.
|  | Bebyggelse (0,3 %) |

|  | Skog (50,0 %) |

|  | Öppen myrmark (6,8 %) |

|  | Jordbruksmark (0,0 %) |

|  | Övrig mark (42,9 %) |

|  | Bebyggelse (3,1 %) |

|  | Skog (68,0 %) |

|  | Öppen myrmark (7,2 %) |

|  | Jordbruksmark (7,4 %) |

|  | Övrig mark (14,3 %) |

### Växt- och djurliv
Floran i Arjeplogs kommun består till största delen av fjällflora. Det finns ett antal fridlysta växter inom kommunen. 

### Naturskydd
År 2021 fanns 25 naturreservat i kommunen varav reservaten Hornavan-Sädvajaure fjällurskog och Laisdalens fjällurskog var  länets största. Dessutom fanns nationalparken Pieljekaise, som inkluderar berget med samma namn och når 1138 meter över havet.

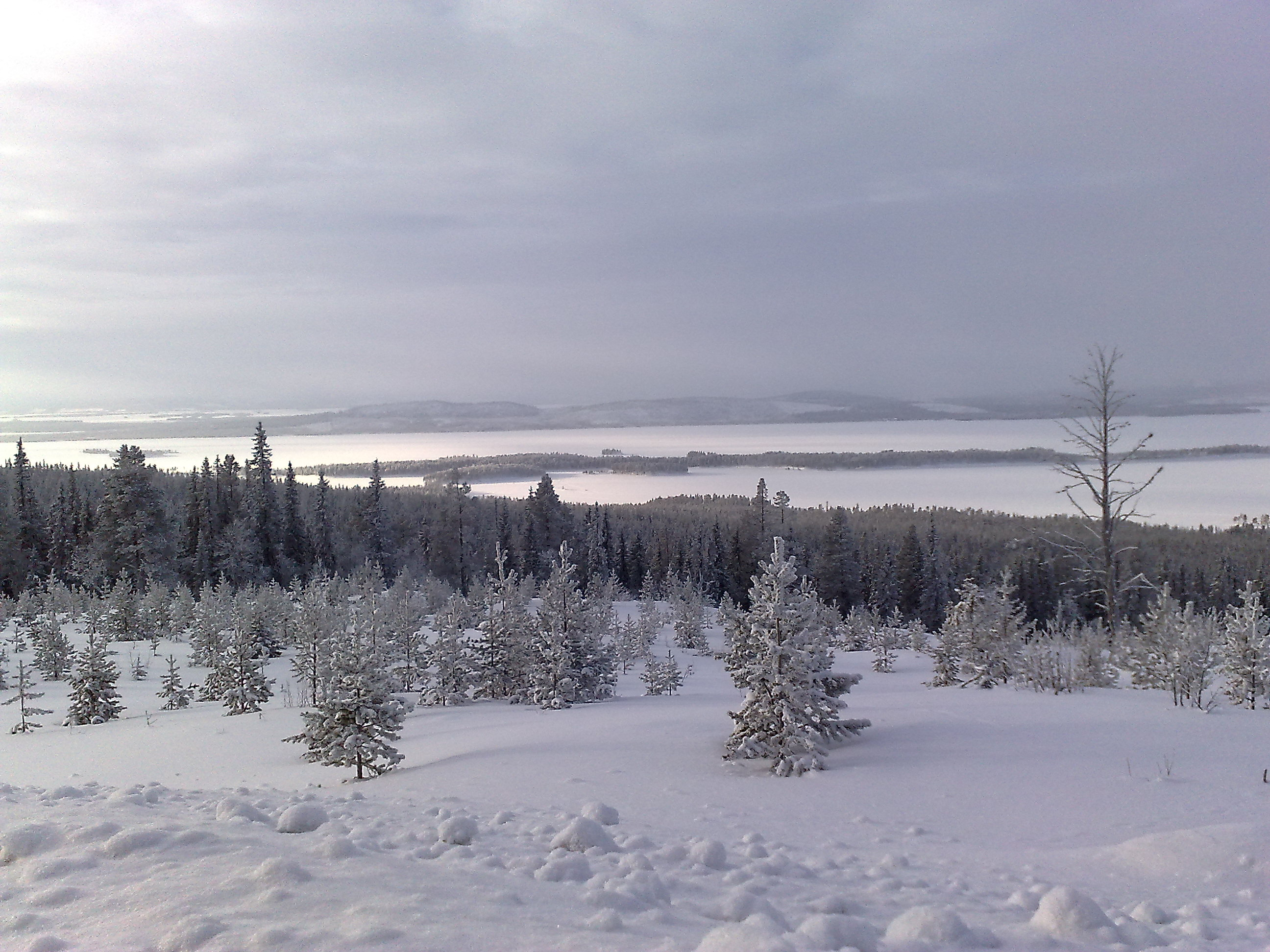
Utsikt från Galtispuoda.

Galtispuoda, med sina 800,2 meter över havet, är förutom naturreservat också en populär skidanläggning. Vid klart väder kan man se de fyra grannkommunerna Sorsele kommun, Jokkmokks kommun, Arvidsjaurs kommun och Saltdal kommun i Norge.

### Administrativ indelning

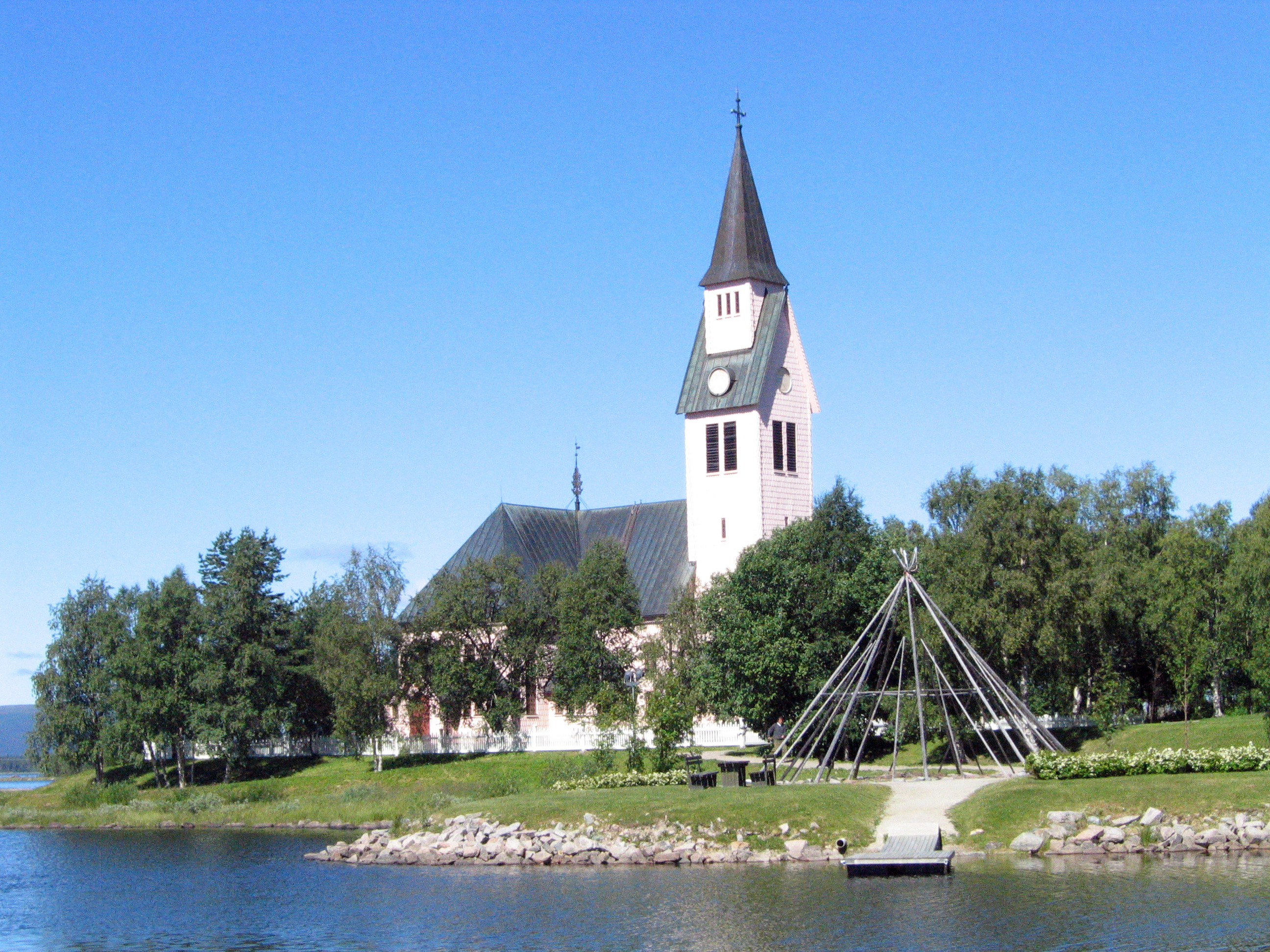
Arjeplogs kyrka.

För befolkningsrapportering består kommunen av ett enda område, före 2016 Arjeplogs församling och från 1 januari 2016 av distriktet Arjeplog

### Tätorter
År 2020 bodde 62,6 procent av kommunens invånare i någon av kommunens tätorter, vilket var lägre än motsvarande siffra för riket där genomsnittet var 87,6 procent. Arjeplogs kommun är den kommun i Sverige som har lägst befolkningstäthet: 0,25 invånare per kvadratkilometer.
Vid Statistiska centralbyråns tätortsavgränsning 2020 fanns det en tätort i Arjeplogs kommun: Arjeplog med 1 701 invånare.

## Styre och politik

### Styre
Arjeplogs kommun styrdes efter valet 2014 av Socialdemokraterna vilka styrde i minoritet. Efter valet 2018 gick Socialdemokraterna framåt och fick ytterligare ett mandat i kommunfullmäktige utöver de mandat partiet haft under föregående mandatperiod. Efter att ha tillfrågat samtliga andra partier i kommunfullmäktige, men fått nekande svar, fortsatte partiet att styra i minoritet. Mandatperioden 2022–2026 styr Socialdemokraterna tillsammans med Liberalerna.
| 1995–1998 | C | V  | KD  |
| 1999–2002 | V | S  |     |
| 2002–2006 | S | C  | AFD |
| 2006–2010 | S | FP |     |
| 2010–2014 | S |    |     |
| 2014–2018 | S |    |     |
| 2018–2022 | S |    |     |
| 2022–2026 | S | L  |     |

Källa: 

### Kommunfullmäktige

#### Presidium
| Presidium 2022–2026    | Presidium 2022–2026 | Presidium 2022–2026 |
| ---------------------- | ------------------- | ------------------- |
| Ordförande             | S                   | Mats Abrahamsson    |
| Förste vice ordförande | FoAr                | Jan Davidsson       |
| Andre vice ordförande  | S                   | Veronica Burman     |

#### Mandatfördelning 1970–2022
Största parti har i de flesta val varit Socialdemokraterna, som blev största parti i valen 1970–1994 samt valen 2006–2022. Socialdemokraterna hade även egen majoritet i valet 2010. Vänsterpartiet blev det största partiet i valen 1998 och 2002. Kommunens näst största parti har huvudsakligen växlat mellan Vänsterpartiet och Centerpartiet. Vänsterpartiet var det näst största partiet i valen 1970–1979, 2006 samt 2014–2018. Centerpartiet blev kommunens näst största parti i valen 1982–1994 samt 2010. Socialdemokraterna blev det näst största partiet i valen 1998 och 2002.

Flera riksdagspartier har saknat representation i Arjeplogs kommunfullmäktige under långa perioder. Moderaterna fanns representerade från valet 1970 till och med valet 1991. Kristdemokraterna fanns representerade i fullmäktige från valet 1970 till och med valet 1998, förutom vid valet 1976 då partiet tillfälligt åkte ut ur fullmäktige. Miljöpartiet har saknat representation i kommunfullmäktige förutom vid valen 2006 och 2010 då de vann ett mandat. Partiet åkte ut ur fullmäktige vid valet 2014. Sverigedemokraterna fick ett mandat i kommunfullmäktige 2014, men detta mandat blev obesatt. Ett lokalt parti, Arjeplogs Fria Demokrater, fanns representerade i kommunfullmäktige från 1976 och åkte ut vid valet 2006. Arbetarpartiet kommunisterna fanns representerade under mandatperioden 1979–1982. Sedan valet 2022 finns det lokala partiet Folkinitiativet Arjeplog representerat i fullmäktige.
| 6 | 15 | 5 | 3 |  |  |

| 24 | 7 |

| 7 | 14 | 6 | 2 |  |  |

| 24 | 7 |

| 7 | 11 | 5 | 5 | 2 |  |

| 25 | 6 |

| 5 | 13 |  | 4 | 4 | 2 |  |  |

| 24 | 7 |

| 4 | 15 | 4 | 5 |  |  |  |

| 20 | 11 |

| 5 | 14 | 3 | 6 |  |  |  |

| 21 | 10 |

| 5 | 12 | 5 | 5 | 2 |  |  |

| 20 | 11 |

| 3 | 11 | 5 | 9 |  |  |  |

| 21 | 10 |

| 4 | 12 | 3 | 11 |  |

| 16 | 15 |

| 10 | 10 | 4 | 4 | 2 |  |

| 17 | 14 |

| 10 | 8 | 3 | 8 | 2 |

| 16 | 15 |

| 9 | 13 |  | 4 | 4 |

| 17 | 14 |

| 4 | 17 |  | 5 | 4 |

| 15 | 16 |

| 5 | 8 | 1 | 5 | 2 |

| 10 |  | 10 |

| 6 | 9 | 4 | 2 |

| 12 | 9 |

| 2 | 9 | 6 | 2 | 2 |

| 12 | 9 |

Fram till 2006 hade orterna Laisvall, Slagnäs och Mellanström egna valdistrikt. I samband med valet 2006 skedde dock en sammanslagning av samtliga valdistrikt i Arjeplogs kommun.

### Nämnder

#### Kommunstyrelse
Totalt har kommunstyrelsen nio ledamöter, varav tre tillhör Socialdemokraterna, två tillhör Liberalerna respektive Folkinitiativet Arjeplog medan Vänsterpartiet och Centerpartiet har en ledamot vardera.
| Presidium 2022–2026    | Presidium 2022–2026 | Presidium 2022–2026 |
| ---------------------- | ------------------- | ------------------- |
| Ordförande             | S                   | Isak Utsi           |
| Första vice ordförande | S                   | Görgen Åberg        |
| Andra vice ordförande  | L                   | Per Lampinen        |

#### Lista över kommunstyrelsens ordförande
Detta är ett urval av ordförandena i kommunstyrelsen.
- Albert Lestander, Vänsterpartiet, 1999–2002[21]
- Bengt-Urban Fransson, Socialdemokraterna, 2002–31 juli 2009[22][23][24]
- Britta Flinkfeldt, Socialdemokraterna, 1 augusti 2009–15 september 2020[23][24]
- Isak Utsi, Socialdemokraterna, 16 september 2020–[25]

Denna lista hämtas från Wikidata. Informationen kan ändras där.

#### Övriga nämnder
| Nämnd                              | Ordförande | Ordförande        | Vice ordförande | Vice ordförande |
| ---------------------------------- | ---------- | ----------------- | --------------- | --------------- |
| Miljö-, Bygg- och Räddningsnämnden | S          | Britta Flinkfeldt | S               | Anders Burman   |
| Valnämnden                         | C          | John Wennström    | L               | Anna Håbet      |

### Vänorter
Arjeplogs kommun hade två vänorter Umba i Ryssland och Salla i Finland. I samband med Rysslands invasion av Ukraina 2022 konstaterade dock kommunalrådet Isak Utsi att samarbetet med Umba "varit vilande sedan många år, det finns ingen tanke att återuppta det”.

## Ekonomi och infrastruktur

### Näringsliv
Näringslivet i kommunen har förändrats kraftigt över tid. Under koloniseringen på 1700- och 1800-talen spelade jordbruket en viktig roll, men har senare in i det närmaste försvunnit. Skogsbruket, liksom rennäringen, finns dock fortfarande kvar om än i mindre omfattning. Gruvindustrin, som tidigare varit en viktig del av det lokala näringslivet, försvann när Laisvallgruvan stängdes i oktober 2001. Under början av 2000-talet och fram till början av 2020-talet har offentliga sektorn blivit allt viktigare där sysselsättningen ökade från 24 till drygt 35 procent. År 1974 blev Silvervägen, döpt efter  silvergruvan i Nasafjäll där det bröts silver på 1600-talet och åren 1770–1810, färdigställd. Vägen har bidragit till den ökande turistnäringen. Lika många som sysselsattes inom turistnäringen sysselsattes inom testverksamheten för bilar där Arjeplog blivit världscentrum för vintertest av bilar och bilkomponenter.

### Infrastruktur

#### Transporter
Från nordöst går Silvervägen (väg 95) mot norska gränsen i väster. Inlandsbanan passerar i utkanten av kommunen och har trafik under sommaren. Under juli går också ett gammalt ånglok mellan Arvidsjaur och Slagnäs. Därtill finns Arvidsjaurs flygplats med nationell trafik till Stockholm.

## Befolkning

### Demografi

#### Befolkningsutveckling
Kommunen har 2 599 invånare (31 december 2024), vilket placerar den på 287:e plats avseende folkmängd bland Sveriges kommuner. 
| Befolkningsutvecklingen i Arjeplogs kommun 1970–2020                                                            | Befolkningsutvecklingen i Arjeplogs kommun 1970–2020 | Befolkningsutvecklingen i Arjeplogs kommun 1970–2020 | Befolkningsutvecklingen i Arjeplogs kommun 1970–2020 | Befolkningsutvecklingen i Arjeplogs kommun 1970–2020 |
| --- | ---------------------------------------------------- | ---------------------------------------------------- | ---------------------------------------------------- | ---------------------------------------------------- |
| |                                                      |                                                      |                                                      |                                                      |
| År |                                                      |                                                      | Folkmängd                                            |                                                      |
| 1970 | 1970                                                 |                                                      | 4 379                                                |                                                      |
| 1975 | 1975                                                 |                                                      | 4 192                                                |                                                      |
| 1980 | 1980                                                 |                                                      | 4 041                                                |                                                      |
| 1985 | 1985                                                 |                                                      | 3 927                                                |                                                      |
| 1990 | 1990                                                 |                                                      | 3 753                                                |                                                      |
| 1995 | 1995                                                 |                                                      | 3 697                                                |                                                      |
| 2000 | 2000                                                 |                                                      | 3 384                                                |                                                      |
| 2005 | 2005                                                 |                                                      | 3 159                                                |                                                      |
| 2010 | 2010                                                 |                                                      | 3 161                                                |                                                      |
| 2015 | 2015                                                 |                                                      | 2 887                                                |                                                      |
| 2020 | 2020                                                 |                                                      | 2 718                                                |                                                      |
| Anm: Uppgifterna avser förhållandena den 31 december enligt den kommunala indelningen den 1 januari året efter. |                                                      |                                                      |                                                      |                                                      |

#### Utländsk bakgrund
Den 31 december 2014 utgjorde antalet invånare med utländsk bakgrund (utrikes födda personer samt inrikes födda med två utrikes födda föräldrar) 316, eller 10,87 % av befolkningen (hela befolkningen: 2 907 den 31 december 2014). Den 31 december 2002 utgjorde antalet invånare med utländsk bakgrund enligt samma definition 191, eller 5,80 % av befolkningen (hela befolkningen: 3 291 den 31 december 2002).

#### Invånare efter de vanligaste födelseländerna
Följande länder är de 7 vanligaste födelseländerna för befolkningen i Arjeplogs kommun. Personer födda i länder med färre än 20 folkbokförda i hela riket eller 10 i kommunen är dolda av sekretesskäl och är av SCB förda under gruppen "övriga födelseländer".
| Födelseland 31 december 2021 | Födelseland 31 december 2021 | Födelseland 31 december 2021 | Födelseland 31 december 2021 | Födelseland 31 december 2021 |
| ---------------------------- | ---------------------------- | ---------------------------- | ---------------------------- | ---------------------------- |
| Nr                           | Land                         | Antal                        | Andel                        | Andel i hela riket           |
| 1                            | Sverige                      | 2 424                        | 89,55 %                      | 80,00 %                      |
| 2                            | Tyskland                     | 63                           | 2,33 %                       | 0,51 %                       |
| 3                            | Norge                        | 57                           | 2,11 %                       | 0,39 %                       |
| 4                            | Thailand                     | 23                           | 0,85 %                       | 0,43 %                       |
| 5                            | Eritrea                      | 22                           | 0,81 %                       | 0,46 %                       |
| 6                            | Finland                      | 18                           | 0,66 %                       | 1,31 %                       |
| 7                            | Afghanistan                  | 15                           | 0,55 %                       | 0,60 %                       |
| -                            | Övriga födelseländer         | 85                           | 3,14 %                       | -                            |

## Kultur

### Museum
I tätorten finns bland annat Silvermuseet, med den största samlingen av samiskt silver. Samlingen inkluderar till exempel 700 silverföremål skapade under medeltiden och fram till 1900-talet. Museet skapades av "lappmarksdoktorn" Einar Wallquist.

### Kulturarv
År 2022 fanns 3 376 fornlämningar inom kommunen registrerade hos Riksantikvarieämbetet. Bland dessa ett större antal boplatser och kåtor.
Ett bevarat fjällhemman i kommunens södra del, nära gränsen till Västerbottens län, är Delliknäs. 

### Kommunvapen
Blasonering: I grönt fält tre balkvis ställda strängar, åtföljda ovan av ett renhorn och nedan av en tilltagande måne, allt av silver.
Vapnet skapades av Bo Sundgren och fastställdes 1952. 1974 registrerades det hos Patent- och registreringsverket enligt de då nya reglerna.